# L'école des facteurs
L'école des facteurs (L'école des facteurs) è un cortometraggio del 1947 diretto da Jacques Tati.